# Louis de Froment
Louis de Froment (° Toulouse, 5 décembre 1921 - † Cannes, 19 août 1994) est un chef d'orchestre français.

## Biographie
Louis de Froment est né à Toulouse le 5 décembre 1921. Il est issu d'une famille qui a été anoblie par le titre de baron héréditaire en 1815,.
Il fait d'abord ses études musicales (violon, flûte, harmonie) au conservatoire de sa ville natale, puis au conservatoire de Paris avec Louis Fourestier, Eugène Bigot et André Cluytens, obtenant un 1er prix de direction d'orchestre en 1948. 
L'année suivante, il forme l'orchestre du Club d'Essai à la Radio française, et fait connaître de jeunes compositeurs. Il forme aussi son propre orchestre de chambre.
Il devient alors directeur musical des casinos de Cannes et Deauville jusqu'en 1956, puis chef permanent de l'orchestre de chambre de la Radio à Nice (1958-59). Il est ensuite nommé à l'Opéra-Comique. Il est aussi chef permanent de l'Orchestre symphonique de Radio-Télé-Luxembourg de 1958 à 1980. 
Louis de Froment est décédé le 19 août 1994, à Cannes. Il est inhumé au cimetière de Bertrange (Grand Duché du Luxembourg). De son mariage avec Reine Gabriel-Fauré, il a eu un fils Pierre-Francois et une fille, Marie-José (Mme Henry-Mamou).
Titulaire de nombreuses décorations françaises  et étrangères, il a donné son nom à une rue importante de la ville de Luxembourg.

## Discographie sélective
- Camille Saint-Saëns, Les 5 concertos pour piano et orchestre, Gabriel Tacchino, piano, Orchestre de Radio Luxembourg, dir. Louis de Froment. Brillant classics 2014